# Реагентно-гідроімпульсна віброструминна обробка нафтових свердловин
Реагентно-гідроімпульсна віброструминна обробка нафтових свердловин (РГІВО) — спосіб збільшення нафтовидобутку свердловин.

## Загальний опис
Технологія реалізується за допомогою віброструминного декольмататора, що руйнує кольматаційні утворення закачуванням в привибійну зону кислот або інших реагентів шляхом багаторазових гідравлічних ударів і виносу на поверхню продуктів реакції. Пристрій дозволяє виробляти кілька циклів впливу (закачування і виклику припливу) за одну спускоподіймальну операцію. При цьому в кожному новому циклі збільшується радіус обробки, і нова порція реагенту впливає на наступний шар.
Принцип роботи декольмататора заснований на тому, що в підпакерному просторі в інтервалі перфорації періодично створюється імпульсний надлишковий тиск, при якому в пласт подається чергова порція реагенту (підпакерний простір — внутрішній об'єм свердловини, розташований під пакером — ущільнювальним елементом, що створює герметичний контакт труби з колекторм).
Процес відбувається в режимі гідроудару, що полегшує проникнення реагенту в пористе середовище, призводить до руйнування кольматанта і підвищує ефективність впливу. Величина імпульсу тиску може варіюватися в межах 2,0-10,0 МПа. Потім без проведення спускопідіймальних операцій і без заміни підземного обладнання проводиться запуск струминного насоса і здійснюється винесення продуктів руйнування і відпрацьованого реагента з пласта.
Технологія призначена для комбінованої обробки свердловин в низькопроникних високоглинистих колекторах, а також колекторах середньої і навіть високої проникності, фільтраційні характеристики яких значно — на порядок і більше — знижені в процесі буріння, первинного розкриття пласта або експлуатації свердловини.
У період з 2002-го по 2006 рік обробка привибійної зони пласта цим способом проведена на 17 свердловинах. Коефіцієнти їх продуктивності зросли в 2,3-5,9 разів. Приріст дебітів нафти в середньому склали 8,4 т / добу. Додатковий видобуток нафти склав у середньому 1129 т на свердловино-обробку, що в 3 рази перевищує результати традиційної обробки привибійної (перфорованої присвердловинної) зони.

## Поетапна технологія проведення обробки
Процес РГІВО включає декілька послідовних етапів:

### Підготовчий етап
•	Проведення геофізичних досліджень, діагностика стану свердловини, зокрема рівень забруднення привибійної зони.
•	Вибір хімічних реагентів залежно від типу відкладів: солей, парафінів, глин, продуктів корозії або органіки.

### Монтаж обладнання
•	У свердловину спускається спеціальна гідроімпульсна установка, оснащена соплами, які створюють вузькоспрямовані струмені рідини під високим тиском (до 20–100 МПа).
•	Установку оснащено вібромеханізмами, які створюють низькочастотні коливання (5–100 Гц), що додатково стимулюють мікророзриви у гірських породах і покращують проникність.

### Власне обробка
•	Під великим тиском у пласт подається реагентний розчин (кислоти, ПАРи, солевмісні композиції), який проходить у поровий простір.
•	Одночасно з подачею рідини на вибій діє гідроімпульсне навантаження — імпульсна хвиля з частотою до 10–30 імпульсів/с, що діє як хвильовий «удар».
•	Вібраційний вплив створює мікрострус і локальний підрив кольматантів, покращуючи рух флюїду до вибою.

### Заключна стадія
•	Після завершення обробки проводиться зворотне промивання свердловини чистою водою або нафтопродуктом.
•	Виконується геофізичний контроль: дебітометрія, термограмування, реєстрація зміни тиску.
•	Порівнюються показники до і після впливу — дебіт, тиск, в'язкість, склад продукції.

## Приклади застосування в реальних умовах

### Україна
•	На родовищах Полтавської області РГІВО застосовувалася на виснажених свердловинах, де спостерігалася низька проникність порід (до 5 мД). Результати показали зростання дебіту на 45–90%, покращення пластового тиску та зниження в’язкості нафти.

### РФ – Західний Сибір
•	На родовищі Самотлор гідроімпульсна обробка із застосуванням 8% соляної кислоти та віброструминного модуля забезпечила зростання дебіту в 2–3 рази. Метод виявився ефективним на свердловинах із щільними карбонатними колекторами.

### Казахстан
•	На родовищі Каражанбас метод РГІВО використовували як альтернативу кислотній обробці. Завдяки фізико-хімічному впливу вдалося зменшити кількість нерозчинних осадів і відновити притік у 80% свердловин.

### США – Техас
•	У зоні видобутку сланцевої нафти метод використовувався для очищення горизонтальних свердловин, де класичні способи були неефективні. Результати показали покращення ефективної довжини стовбура свердловини та стабільне зростання дебіту впродовж 3–6 місяців.